# Motor Radmax
El Motor RadMax, conegut també com a Ram-cam o Rand-cam engine és un motor rotatori inventat pel canadenc James McCann.
Té l'avantatge d'ocupar poc espai, és potent, eficient i ecològic. Funciona amb etanol, gas natural, dièsel, propà o hidrogen.
S'han fet diversos prototipus petits i actualment la societat Regi U.S. Inc. està desenvolupant un motor de 42 cavalls per accionar un petit helicòpter militar sense tripulació. Construït en material ceràmic pot aguantar temperatures elevades i passar desapercebut als radars enemics.